# Labracinus
Labracinus is een geslacht van straalvinnige vissen uit de familie van dwergzeebaarzen (Pseudochromidae).

## Soorten
De volgende soorten zijn bij het geslacht ingedeeld:
- Labracinus atrofasciatus (Herre, 1933)
- Labracinus cyclophthalmus (Müller & Troschel, 1849)
- Labracinus lineatus (Castelnau, 1875)
- Labracinus melanotaenia (Bleeker, 1852)